# Dąb Prastary w Wapnicy
Dąb Prastary – pomnik przyrody, dąb szypułkowy zlokalizowany w województwie zachodniopomorskim, na wyspie Wolin.

## Charakterystyka
Według dr. inż. Cezarego Pacyniaka wiek drzewa w 1992 roku wynosił 473 lata. W 2024 roku wiek dębu szacowano na od 400 do 500 lat.
Obwód pnia dębu wynosi 6,5–7 m. Osiąga wysokość 21–25 m.

## Położenie
Dąb znajduje się we wsi Wapnica, w gminie Międzyzdroje. Położony jest przy ul. Turkusowej 16, na terenie prywatnej posesji. W niedużej odległości od pomniku przyrody położony jest Woliński Park Narodowy oraz Jezioro Turkusowe.

## Pożar
Dnia 8 sierpnia 2015 roku w nocy doszło do pożaru dębu. Przyczyną pożaru prawdopodobnie było celowe podpalenie. Interweniować musiały lokalne zastępy PSP z Międzyzdrojów oraz OSP z Lubina. Akcja gaśnicza trwała łącznie sześć godzin. Drzewo udało się uratować. Spalone zostały martwe części wnętrza pnia dębu.